# Новочеркасский бульвар
Новочерка́сский бульвар — бульвар, расположенный в Юго-Восточном административном округе Москвы на территории района Марьино.

## История и происхождение названия
Построен в связи с массовой застройкой Люблинских полей аэрации в 1979 году.
Бульвар назван в 1980 году по городу Новочеркасск Ростовской области в связи с расположением на юго-востоке Москвы. Первоначально название принадлежало с 1967 года улице в городе Люблино, упразднённой при реконструкции района.

## Расположение
Новочеркасский бульвар начинается около станции метро Марьино. Его продолжением на восток является Марьинский бульвар. Также бульвар соединяется с Люблинской улицей; он пересекает улицу Маршала Голованова; пересекая Донецкую улицу, он вливается в Подольскую улицу.
Нумерация домов ведётся от Подольской улицы.

## Примечательные здания и сооружения

### по нечётной стороне
- Дом 5 — почтовое отделение № 651.

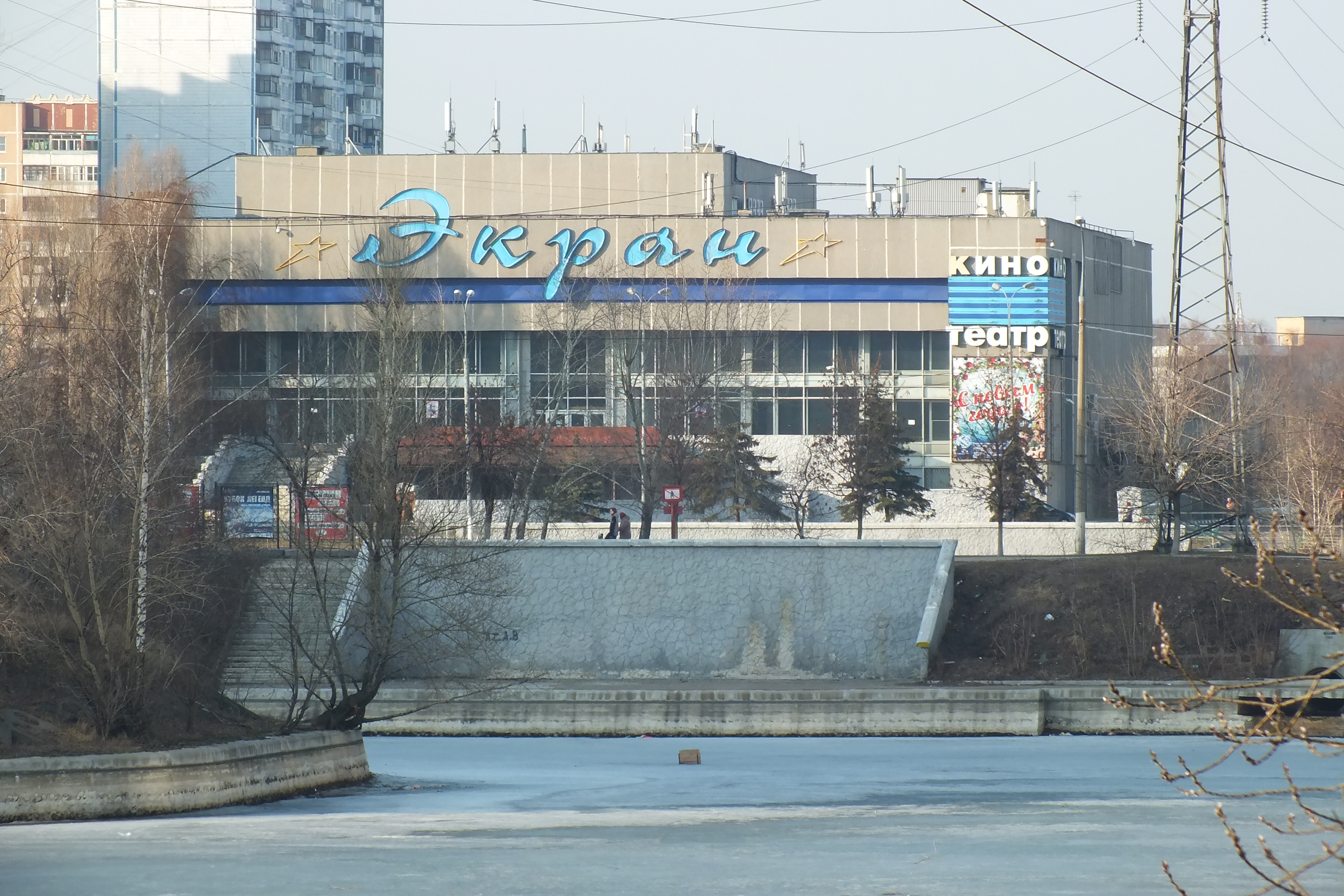
Кинотеатр «Экран»

- Дом 5, стр. 3 — «Сбербанк», дополнительный офис № 9038/01513.
- Дом 19 — Центр образования № 491 «Марьино».
- Дом 19а — Кинотеатр «Экран»
- Дом 23 — ОДС № 4.
- Дом 33 — детский сад № 1798 «Марьино».
- Дом 35 — детская городская поликлиника № 136.
- Дом 39 — детский сад № 1932.
- Дом 41, корпус 2 — «Сбербанк», дополнительный офис № 9038/01618.
- Дом 47 — ГУ ЦСО «Марьино», центр занятости, отдел «Марьино».
- Дом 53 — ГУ ЦСО «Марьино».
- Дом 57 — ДЕЗ, районная диспетчерская служба Марьино, ОДС № 4.

### по чётной стороне
- Дом 6 — детская городская поликлиника № 112.
- Дом 24 — детский сад № 1283.
- Дом 34 — детский сад № 1797.
- Дом 44 — почтовое отделение № 144.
- Дом 46 — «Сбербанк», дополнительный офис № 9038/01513.
- Дом 48 — поликлиника № 185.

## Транспорт

### Метро
- Станция метро «Марьино» Люблинско-Дмитровской линии — в конце улицы, на пересечении с Люблинской улицей.

### Железнодорожный транспорт
- Платформа «Курьяново» Курского направления МЖД  — ближе к началу улицы.

### Наземный транспорт
- Автобусы № 55, 81, 336, 413, 625, 646, 650, 657, 713, 749, 762, 957, 981, С9.

## Водные объекты
Вдоль Новочеркасского бульвара, в средней его части расположено несколько прудов. Происхождение прудов является антропогенным. Используются в декоративных целях, а также в качестве прудов-отстойников.